# XIV plan quinquenal (China)
El plan quinquenal n.° 14 de la República Popular China se llevará a cabo en los años 2021-2025, y tiene el propósito de cambiar el modelo de crecimiento económico del país, enfocado en las exportaciones, a uno de circulación dual y de consumo interno. 
Se desarrolla el plan desde el 2019, y en el 2020 se fijarán las normas para su aplicación. Se incentivarán el consumo y el mercado internos, el desarrollo científico y una mayor apertura de China al mundo.
Desde 1953, los planes quinquenales suelen fijar objetivos de crecimiento numérico y ofrecen directrices para las reformas. Se han emitido 13 documentos sobre esos planes, que en los últimos años se han llamados directrices quinquenales.

Emblema de la República Popular China

## Objetivos
Los objetivos del plan XIV son estimular el consumo interno, impulsar la innovación y el despliegue de las industrias nacionales, e impulsar un nuevo patrón de desarrollo llamado circulación dual. Estos objetivos se fijan en un tiempo de crecientes tensiones entre China y los Estados Unidos, que se han agudizado en cuestiones como la ley de seguridad china sobre Hong Kong, los campos de reeducación de Xinjiang y la diferente gestión de los asuntos en un país y en otro durante la pandemia.

## Opinión pública
Se pedirá al pueblo que haga sugerencias y participe en el plan, como ya se hizo en el plan XIII.